# Jacques Berthier (attore)
Jacques Maurice Berthier (Parigi, 10 febbraio 1916 – Neuilly-sur-Seine, 2 aprile 2008) è stato un attore e doppiatore francese.

## Biografia
Attivo in teatro dal 1942 al 1960, ha interpretato una quarantina di film dal 1925 al 1978 ed è apparso in molte serie e film televisivi dal 1958 al 1996. Come doppiatore ha prestato la sua voce ad attori come Raymond Burr, Gregory Peck, David Niven, Jack Palance, Brian Keith e molti altri fino al 2006.
È stato inoltre anche regista di un film, Quai Notre-Dame, nel 1961, e di un cortometraggio documentario, Présentation de la Beauce à Notre-Dame de Chartres, che fu presentato al Festival di Cannes nel 1953. L'ultima apparizione avvenne nel film per la televisione Le Jégado, del 2006, diretto da Pierre Mathiote.
Era sposato con l'attrice e doppiatrice Lily Baron.

## Filmografia

### Attore
- Jack, regia di Robert Saidreau (1925)
- Le Voyage de monsieur Perrichon, regia di Jean Tarride (1934)
- L'Oncle de Pékin, regia di Jacques Darmont (1934)
- Le Destin fabuleux de Désirée Clary, regia di Sacha Guitry (1942)
- Béatrice devant le désir, regia di Jean de Marguenat (1943)
- Tant que je vivrai, regia di Jacques de Baroncelli (1946)
- Adieu chérie, regia di Raymond Bernard (1946)
- Le Bateau à soupe, regia di Maurice Gleize (1947)
- Gli squali della morte (Les Requins de Gibraltar), regia di Emil-Edwin Reinert (1947)
- La Révoltée, regia di Marcel L'Herbier (1948)
- Maria du bout du monde, regia di Jean Stelli (1950)
- Ombra malefica (Ombre et Lumière), regia di Henri Calef (1950)
- On n'aime qu'une fois, regia di Jean Stelli (1950)
- Les Mémoires de la vache Yolande, regia di Ernst Neubach (1951)
- Les Deux Monsieur de Madame, regia di Robert Bibal (1952)
- Il principe di Scozia (The Master of Ballantrae), regia di William Keighley (1953)
- Versailles (Si Versailles m'était conté), regia di Sacha Guitry (1954)
- Rasputin (Raspoutine), regia di Georges Combret (1954)
- La bella Otero (La Belle Otero), regia di Richard Pottier (1954)
- Tam tam Mayumbe, regia di Gian Gaspare Napolitano (1955)
- Anime bruciate (Un missionnaire), regia di Maurice Cloche (1955)
- La legge della strada (La Loi des rues), regia di Ralph Habib (1956)
- Les Insoumises, regia di René Gaveau (1956)
- Lulù tra gli uomini (Charmants Garçons), regia di Henri Decoin (1957)
- Pelo di spia (Nathalie, agent secret), regia di Henri Decoin (1959)
- Appuntamento con il delitto (Un témoin dans la ville), regia di Édouard Molinaro (1959)
- Costa Azzurra, regia di Vittorio Sala (1959)
- La spia del secolo (Qui êtes-vous Monsieur Sorge?), regia di Yves Ciampi (1961)
- I tre moschettieri (Les Trois Mousquetaires), regia di Bernard Borderie (1961)
- Lemmy pour les dames, regia di Bernard Borderie (1962)
- Anno 79 - La distruzione di Ercolano, regia di Gianfranco Parolini (1962)
- Il vecchio testamento, regia di Gianfranco Parolini (1963)
- Colorado Charlie, regia di Roberto Mauri (1965)
- Uno sceriffo tutto d'oro, regia di Osvaldo Civirani (1966)
- Tiffany memorandum, regia di Sergio Grieco (1967)
- Mayerling, regia di Terence Young (1968)
- La battaglia d'Inghilterra, regia di Enzo G. Castellari (1969)
- Il bianco, il giallo, il nero, regia di Sergio Corbucci (1975)
- Frou Frou del tabarin, regia di Giovanni Grimaldi (1976)
- Una femmina infedele (Une femme fidèle), regia di Roger Vadim (1976)
- Perché uccidere Lorraine? (Brigade mondaine), regia di Jacques Scandelari (1978)

### Regista
- Présentation de la Beauce à Notre-Dame de Chartres (1953) – cortometraggio documentario
- Quai Notre-Dame (1961)

### Televisione
- Les Cinq Dernières Minutes – serie TV, un episodio (1958)
- Les Bijoux d'Isabelle, regia di Jacques Rutman – film TV (1961)
- La 99ème minute, regia di François Gir – film TV (1966)
- I cavalieri del cielo (Les Chevaliers du ciel) – serie TV, 5 episodi (1968)
- Destins, regia di Maurice Delbez, Serge Hanin e Jany Holt, episodio Chère petite madame – film TV (1968)
- Mauregard – miniserie TV, 3 episodi (1970)
- Madame... êtes-vous libre? – serie TV, 7 episodi (1972)
- Une brune aux yeux bleus, regia di Roger Iglésis – film TV (1972)
- L'Atlantide, regia di Jean Kerchbron – film TV (1972)
- Le Gageure imprévu, regia di François Gir – film TV (1973)
- Le Masque aux yeux d'or, regia di Paul Paviot – film TV (1973)
- Une atroce petite musique, regia di Georges Lacombe – film TV (1973)
- Ton amour et ma jeunesse – serie TV, 8 episodi (1973)
- Le brigate del tigre (Les Brigades du Tigre) – serie TV, un episodio (1974)
- Alle soglie dell'incredibile (Aux frontières du possible) – serie TV, un episodio (1974)
- Messieurs les jurés – serie TV, un episodio (1975)
- Splendeurs et misères des courtisanes – miniserie TV, 6 episodi (1975-1976)
- Il commissario Moulin (Commissaire Moulin) – serie TV, un episodio (1976)
- Richelieu (Richelieu ou le Cardinal de Velours) – miniserie TV, 2 episodi (1977)
- Les Grandes Conjurations – serie TV, un episodio (1978)
- Allégra, regia di Michel Wyn – film TV (1978)
- Au théâtre ce soir – serie TV, un episodio (1979)
- Les Amours des années folles – serie TV, un episodio (1981)
- Carte Vermeil, regia di Alain Levent – film TV (1981)
- Ultimatum, regia di Georges Farrel – film TV (1982)
- Les Enfants du mensonge, regia di Frédéric Krivine – film TV (1996)
- La Jégado, regia di Pierre Mathiote – film TV (2006)

## Teatrografia
- Les Dieux de la nuit di Charles de Peyret-Chappuis, regia di Camille Corney, théâtre Hébertot (1942)
- Amleto de William Shakespeare, regia di Jean-Louis Barrault, théâtre Marigny (1946)
- L'État de siège di Albert Camus, regia di Jean-Louis Barrault, théâtre Marigny (1948)
- Ami-ami di Pierre Barillet e Jean-Pierre Grédy, regia di Jean Wall, théâtre des Célestins (1952)
- Crime parfait di Roger Féral tratto da Frédéric Knott, regia di Georges Vitaly, Théâtre de l'Ambigu, théâtre des Célestins (1954)
- Trois souris aveugles di Agatha Christie, regia di Christian-Gérard, théâtre de la Renaissance (1957)
- Ami-ami di Pierre Barillet e Jean-Pierre Grédy, regia di Jean Wall, théâtre Antoine (1958)
- Le soleil est-il méchant? di Jean Le Marois, regia di Georges Chamarat, théâtre Hébertot (1959)
- Gigi di Colette, regia di Robert Manuel, théâtre Antoine (1960)

## Doppiatori italiani
Nelle versioni italiane dei suoi film, Jacques Berthier è stato doppiato da:
- Emilio Cigoli in Costa Azzurra, Colorado Charlie
- Giuseppe Rinaldi in Il vecchio testamento, Frou Frou del tabarin
- Arturo Dominici in La battaglia d'Inghilterra, Il bianco il giallo il nero
- Giulio Panicali in I tre moschettieri
- Gianfranco Bellini in Anno 79 - La distruzione di Ercolano
- Silvano Tranquilli in Uno sceriffo tutto d'oro
- Nando Gazzolo in Tiffany memorandum